# Anillochlamys
Anillochlamys es un género de escarabajos de la familia Leiodidae.

## Especies
Se reconocen las siguientes:
- Anillochlamys aurouxi
- Anillochlamys bueni
- Anillochlamys cullelli
- Anillochlamys lencinai
- Anillochlamys moroderi
- Anillochlamys sendrai
- Anillochlamys subtruncata
- Anillochlamys tropica